# Zavāreh Var
Zavāreh Var (persiska: زواره ور) är en ort i Iran.   Den ligger i provinsen Teheran, i den centrala delen av landet, 60 km sydost om huvudstaden Teheran. Zavāreh Var ligger 860 meter över havet och antalet invånare är 966.
Terrängen runt Zavāreh Var är platt, och sluttar söderut. Runt Zavāreh Var är det tätbefolkat, med 297 invånare per kvadratkilometer. Närmaste större samhälle är Varamin, 11,0 km nordväst om Zavāreh Var. Trakten runt Zavāreh Var är ofruktbar med lite eller ingen växtlighet.